# (8041) Masumoto
(8041) Masumoto est un astéroïde de la ceinture principale.

## Description
(8041) Masumoto est un astéroïde de la ceinture principale. Il fut découvert le 15 novembre 1993 à Kashihara par Fumiaki Uto. Il présente une orbite caractérisée par un demi-grand axe de 2,62 UA, une excentricité de 0,19 et une inclinaison de 11,4° par rapport à l'écliptique.

## Compléments